# Thomas Hasal
Thomas Hasal (Cambridge, 9 luglio 1999) è un calciatore canadese, portiere dei Los Angeles FC.

## Carriera

### Nazionale
Nel 2017 ha preso parte con la nazionale canadese Under-20 al campionato nordamericano di categoria.

## Palmarès
- Canadian Championship: 2

Vancouver Whitecaps: 2022, 2023
- Lamar Hunt U.S. Open Cup: 1

Los Angeles FC: 2024